# Aziatische kortstaartspitsmuis
De Aziatische kortstaartspitsmuis (Blarinella quadraticauda)  is een zoogdier uit de familie van de spitsmuizen (Soricidae). De wetenschappelijke naam van de soort werd voor het eerst geldig gepubliceerd door Milne-Edwards in 1872.

## Voorkomen
De soort komt voor in China.